# Macrosteles nigrifacies
Macrosteles nigrifacies är en insektsart som beskrevs av Matsumura 1914. Macrosteles nigrifacies ingår i släktet Macrosteles och familjen dvärgstritar. Inga underarter finns listade i Catalogue of Life.